# Lispe litorea
Lispe litorea este o specie de muște din genul Lispe, familia Muscidae. A fost descrisă pentru prima dată de Fallen în anul 1825. Conform Catalogue of Life specia Lispe litorea nu are subspecii cunoscute.